# Der Herzensbrecher (Fernsehserie)
Der Herzensbrecher (Originaltitel: El galán. La TV cambió, él no) ist eine mexikanische Comedyserie, die von Estudios TeleMéxico und Star Original Productions für die Walt Disney Company umgesetzt wurde. Die Idee zur Serie stammt von Horacio Convertini, die von Mariano Cohn und Gastón Duprat weiterentwickelt wurde. In Mexiko fand die Premiere der Serie als Original am 8. Juni 2022 auf Star+ statt. Im deutschsprachigen Raum erfolgte die Erstveröffentlichung der Serie am selben Tag durch Disney+ via Star als Original.
Eine zweite Staffel der Serie wurde bereits 2022 abgedreht und sollte ursprünglich im Jahr 2023 veröffentlicht werden. Im Rahmen der Kostensenkungsmaßnahmen von Disney wurde die Serie jedoch weltweit von allen Streamingplattformen von Disney entfernt, wodurch eine Veröffentlichung der zweiten Staffel nicht mehr vorgesehen ist.

## Handlung
In den 90er Jahren galt Fabián Delmar als Sexsymbol und erlangte durch seine Hauptrolle in der Telenovela „Du gehörst mir“ große Bekanntheit. Jedoch sind die Zeiten, in der er sich großer Beliebtheit erfreute, längst vergangen. 30 Jahre später ist nicht mehr viel von seinem einstigen Ruhm übrig. Die letzten 15 Jahre verdiente der ehemalige Schauspieler sein tägliches Brot auf Kreuzfahrtschiffen als Animateur. Nun kehrt er festentschlossen nach Mexiko zurück, um zu alter Stärke zu finden, und wieder in der Fernsehbranche Fuß zu fassen und mitzumischen. Der Plan von Fabián, seinen einstigen Platz wieder einzunehmen, gestaltet sich jedoch schwieriger als von ihm zunächst angenommen. Die Welt, die ihm einst zum Star machte, ist mittlerweile eine ganz andere. Fabián hat große Probleme damit, seinen Platz in dieser neuen Welt zu finden. Gescheiterte Castings, miese Gelegenheitsjobs und Auftritte in zweitklassigen Unterhaltungsprogrammen, in welchen er den wirklichen Größen des mexikanischen Fernsehens begegnet, gehören zu seinem Alltag. Fabián wird von zwei gegensätzlichen Bedürfnissen angetrieben, die in Verkörperung zweier Personen in sein Leben (wieder) treten. Seine Sehnsucht nach Ruhm, führt ihn mit einer einflussreichen TV-Managerin zusammen, die ein Geheimnis hütet, und sein Wunsch nach Veränderung, wird von einer jungen Frau vorangetrieben, die er erst kürzlich kennengelernt hat.

## Besetzung und Synchronisation
Die deutschsprachige Synchronisation entstand nach den Dialogbüchern von Felix Strüven sowie unter der Dialogregie von Marion von Stengel durch die Synchronfirma Studio Hamburg Synchron in Hamburg.

### Hauptdarsteller
| Rolle                             | Schauspieler            | Hauptrolle (Staffel) | Nebenrolle (Staffel) | Synchronsprecher      |
| --------------------------------- | ----------------------- | -------------------- | -------------------- | --------------------- |
| Fabián Delmar                     | Humberto Zurita         | 1                    |                      | Hanns-Jörg Krumpholz  |
| Fabián Delmar (in den 90ern)      | Sebastián Zurita        | 1                    |                      | Jörn Linnenbröker     |
| Melina Leclerc                    | Ana Claudia Talancón    | 1                    |                      | Céline Fontanges      |
| Cristal                           | América Valdés          | 1                    |                      | Franciska Friede      |
| Charly Morán                      | Darío Ripoll            | 1                    |                      | Matthias Klimsa       |
| Sofía                             | Sara Maldonado          | 1                    |                      | Kristina von Weltzien |
| Rocío de Salas                    | Patricia Reyes Spíndola | 1                    |                      | Angela Stresemann     |
| Juan Ángel Apolo                  | Ernesto Laguardia       | 1                    |                      | Patrick Bach          |
| Yadira                            | Bárbara Perea           | 1                    |                      | Dagmar Dreke          |
| Piedad                            | Dolores Heredia         | 1                    |                      | Jennifer Böttcher     |
| Bárbara „Barbie“ Hermosillo Cantú | María José Magán        | 1                    |                      | Leonie Fuchs          |
| Blanca María                      | Camila Rojas            | 1                    |                      |                       |

### Nebendarsteller
| Rolle                         | Schauspieler           | Nebenrolle (Staffel) | Synchronsprecher    |
| ----------------------------- | ---------------------- | -------------------- | ------------------- |
| Melina Leclerc (in den 90ern) | Regina Talancón        | 1                    | Elise Eikermann     |
| Gala                          | Karen Martí            | 1                    | Laura Pfister       |
| Erika Buenfil                 | Erika Buenfil          | 1                    | Tina Eschmann       |
| Pancho Leclerc                | Fernando Becerril      | 1                    | Michael Bideller    |
| Lolita                        | Mónica Sánchez Navarro | 1                    | Heidi Schaffrath    |
| Arcadia                       | Arleth Terán           | 1                    | Elena Wilms         |
| Dolores                       | Leticia Pedrajo        | 1                    | Iris Schumacher     |
| Raúl „Ruli“                   | Juan Pablo Espericueta | 1                    | Markus Hanse        |
| Don Jaime                     | Mikel Bilbao           | 1                    | Marc Seidenberg     |
| Ascencio                      | Cuatli Jiménez         | 1                    | Christopher Arndt   |
| Susana                        | Lucero Trejo           | 1                    | Rosemarie Wohlbauer |
| Maricarmen Gómez Zarza        | Patricia Bernal        | 1                    | Anja Topf           |
| Sergio Pacheco Céspedes       | Héctor Holten          | 1                    | Tim Grobe           |
| Hernández                     |                        | 1                    | Jonas Minthe        |
| Coquito                       |                        | 1                    | Monika Barth        |
| Frida                         |                        | 1                    | Sophie Riva         |
| Josy                          |                        | 1                    | Olivia Müller-Elmau |
| Olivia                        |                        | 1                    | Mignon Remé         |
| Paola                         |                        | 1                    | Anne Moll           |
| Gigolo                        |                        | 1                    | Mark Bremer         |

### Gastdarsteller
| Rolle           | Schauspieler   | Gastrolle (Staffel) | Synchronsprecher |
| --------------- | -------------- | ------------------- | ---------------- |
| Herr Chacaloni  | Rubén Zamora   | 1                   | Martin Lohmann   |
| Mandy           | Haniel Usla    | 1                   | Nadine Wöbs      |
| Regisseur Lenny | Walter Kapelas | 1                   | Frank Jordan     |
| Gonzaga         | Enrique Chi    | 1                   | Johannes Semm    |
| Camilo          | Josue Guerra   | 1                   | Christopher Groß |
| Virginia        | Amairani       | 1                   | Katrin Decker    |
| Filomeno        | Ricardo Hill   | 1                   | Gerhart Hinze    |
| Lupita          | Zamira Franco  | 1                   | Lucia Mahler     |
| Tonatiuh        |                | 1                   | Jens Wendland    |

## Episodenliste
| Nr. (ges.) | Nr. (St.) | Deutscher Titel                                  | Originaltitel                     | Erstveröffentlichung (Lateinamerika) | Deutschsprachige Erstveröffentlichung (D/A/CH) | Regie        | Drehbuch                           |
| ---------- | --------- | ------------------------------------------------ | --------------------------------- | ------------------------------------ | ---------------------------------------------- | ------------ | ---------------------------------- |
| 1          | 1         | Du gehörst mir ... oder keinem                   | Serás mía... o de nadie           | 8. Juni 2022                         | 8. Juni 2022                                   | Chava Cartas | Elías Marín Govea & Mariano Enquin |
| 2          | 2         | Super Max                                        | Súper Max                         | 8. Juni 2022                         | 15. Juni 2022                                  | Chava Cartas | Elías Marín Govea & Mariano Enquin |
| 3          | 3         | Ein unvergesslicher Kuss                         | El beso inolvidable               | 8. Juni 2022                         | 22. Juni 2022                                  | Chava Cartas | Elías Marín Govea & Mariano Enquin |
| 4          | 4         | Bruchstücke der Vergangenheit                    | Los nudos del pasado              | 8. Juni 2022                         | 29. Juni 2022                                  | Chava Cartas | Elías Marín Govea & Mariano Enquin |
| 5          | 5         | Einweg-Liebe                                     | Amor descartable                  | 8. Juni 2022                         | 6. Juli 2022                                   | Chava Cartas | Elías Marín Govea & Mariano Enquin |
| 6          | 6         | Der Liebesgott                                   | El dios del amor                  | 8. Juni 2022                         | 13. Juli 2022                                  | Chava Cartas | Elías Marín Govea & Mariano Enquin |
| 7          | 7         | Es ist Zeit, dich mir zu öffnen                  | Es hora de decirme lo que sientes | 8. Juni 2022                         | 20. Juli 2022                                  | Chava Cartas | Elías Marín Govea & Mariano Enquin |
| 8          | 8         | Ich habe dich unter meinem Blick zittern gesehen | Te he visto temblar con mi mirada | 8. Juni 2022                         | 27. Juli 2022                                  | Chava Cartas | Elías Marín Govea & Mariano Enquin |
| 9          | 9         | Was siehst du, wenn du dich ansiehst?            | ¿Qué ves cuando te ves?           | 8. Juni 2022                         | 3. Aug. 2022                                   | Chava Cartas | Elías Marín Govea & Mariano Enquin |
| 10         | 10        | Talkshow                                         | Talk Show                         | 8. Juni 2022                         | 10. Aug. 2022                                  | Chava Cartas | Elías Marín Govea & Mariano Enquin |
| 11         | 11        | Die nackte Wahrheit                              | La verdad desnuda                 | 8. Juni 2022                         | 17. Aug. 2022                                  | Chava Cartas | Elías Marín Govea & Mariano Enquin |
| 12         | 12        | Der letzte lebende Dinosaurier                   | El último dinosaurio vivo         | 8. Juni 2022                         | 24. Aug. 2022                                  | Chava Cartas | Elías Marín Govea & Mariano Enquin |